# ウェルズハンプトン鉄道事故
ウェルズハンプトン鉄道事故（ウェルズハンプトンてつどうじこ）とは1897年6月11日にウェルズハンプトンのウェールズ国境地帯の村で発生した鉄道事故である。この事故で12人が死亡した。

## 事故の経過
バーマスへ行く小旅行がロイトンのユナイテッド・サンデー・スクールズ (United Sunday Schools) によって計画された。乗客320人のグループは列車(機関車2両+カンブリアン鉄道 (CR)とランカシャー・アンド・ヨークシャー鉄道 (L&YR)の車両15両)に乗車した。事故当日の朝早く、CRの乗務員は旅行の帰りには列車の前方に位置するL&YRの小型の4輪緩急車の動きが荒いことに不満を漏らしていた。
列車はバーマスを18時00分（現地時間）に出発した。22時20分ごろに機関車1両と客車13両がウェルズハンプトン駅から154ヤード (141m) 東に位置するCRのオズウェストリー・エルズミーア・アンド・ウィッチャーチ鉄道の線路上で脱線した。この事故で乗客9人が死亡し、後に乗客2人と鉄道従業員1人が怪我が元で死亡した。この事故はこの路線の建設以来初めて死傷者を出す事故となった。

## 原因
初期調査では最初に脱線した客車（L&YRの三等緩急客車）に焦点が当てられたが、多くの枕木を交換する必要があり、高速走行するにはあまりにもレールが軽すぎるといった線路の状態を考慮すると、列車はあまりにも高速だったという結論を出して調査は終了した。CRは調査結果に異議を唱え、L&Yの車両が事故の原因であると主張した。

## 事故後
ランカシャー州オールダムロイトンの市庁舎の正面にある記念碑にはわずかに誤りがあるが事故による死者の名前が記されている。市民によって建てられた2つ目の記念碑は事故現場近くのエルズミーア - ウィッチャーチ間のA495道路の傍らにあり、カンブリアン鉄道の紋章が取り付けられている。オズウェストリー・エルズミーア - ウィッチャーチ間の路線は現在廃止されており、いくつかの路線の線路は残っているが事故現場の線路は残っていない。ウェルズハンプトン駅舎は現在も存在し家となっている。